# Licensed to Ill
Albums de Beastie Boys
Paul's Boutique
(1989)
Singles
1. Hold It Now, Hit It
Sortie : 15 avril 1986
2. The New Style
Sortie : 6 juin 1986
3. Paul Revere
Sortie : 13 août 1986
4. Brass Monkey
Sortie : 5 janvier 1987
5. (You Gotta) Fight for Your Right (To Party!)
Sortie : 22 février 1987
6. No Sleep Till Brooklyn
Sortie : 1er mars 1987
7. Girls
Sortie : 6 mai 1987

Licensed to Ill est le premier album studio des Beastie Boys, sorti le 15 novembre 1986 sur le label Def Jam, Columbia et a été produit par Rick Rubin.

## Accueil et postérité
Licensed to Ill est le premier album de rap à avoir atteint la première place des charts américains. Il fait partie des 1001 albums qu'il faut avoir écoutés dans sa vie, d'après un ouvrage de Robert Dimery.
En 1998, l'album est classé par le magazine The Source dans sa liste des « 100 meilleurs albums de rap ». Rolling Stone l'a classé à la 219e place des « 500 meilleurs albums de tous les temps ».
En 2002, Pitchfork l'a placé à la 41e place des « Top 100 des albums des années 1980 ».
En 2006, le magazine Q l'a classé 16e des « 40 meilleurs albums des années 1980 » et en 2012, Slant Magazine lui a attribué la 12e place sur sa liste des « 100 meilleurs albums des années 1980 ».
Il a reçu le Grammy Hall of Fame Award en 2021.
Eminem, quant à lui, a déclaré que Licensed to Ill est l'un de ses albums favoris et qu'il a changé le hip-hop. Il rendra d'ailleurs hommage à l'album pour la pochette de son album Kamikaze en 2018.
Kerry King, un des deux guitariste du groupe de thrash metal Slayer, vient jouer le solo de guitare sur No Sleep till Brooklyn. Peu avant l'enregistrement de cet album, Rick Rubin venait de produire Reign in Blood, le troisième album de Slayer. Darryl McDaniels et Joseph Simmons du groupe de Hip Hop new-yorkais, Run DMC, participent à la composition de deux titres Paul Revere et Slow and Low.
L'album s'est classé 1er au Billboard 200, 2e au Top R&B/Hip-Hop Albums et 6e au Top Digital Albums et a été certifié 10 x disque de platine par la Recording Industry Association of America (RIAA) le 4 mars 2015.

## Liste des titres
- Tous les titres sont signés par les Beastie Boys et Rick Rubin sauf indications.

| No  | Titre                                        | Auteur                                                 | Contient un (des) sample(s) de | Durée |
| --- | -------------------------------------------- | ------------------------------------------------------ | --- | ----- |
| 1.  | Rhymin & Stealin                             |                                                        | When the Levee Breaks de Led Zeppelin Sweet Leaf de Black Sabbath I Fought the Law de Clash | 4:08  |
| 2.  | The New Style                                |                                                        | Drop the Bomb de Trouble Funk Kool Is Back de Funk, Inc. Peter Piper de Run–D.M.C. Two, Three, Break des B-Boys | 4:36  |
| 3.  | She's Crafty                                 |                                                        | The Ocean de Led Zeppelin | 3:35  |
| 4.  | Posse in Effect                              |                                                        | Catch a Groove de Juice Pee-Wee's Dance de Joeski Love Change the Beat (Female Version) de Beside | 2:27  |
| 5.  | Slow Ride                                    |                                                        | Low Rider de War | 2:56  |
| 6.  | Girls                                        |                                                        | I'm All Right de Bo Diddley | 2:14  |
| 7.  | (You Gotta) Fight for Your Right (To Party!) |                                                        | | 3:28  |
| 8.  | No Sleep till Brooklyn                       |                                                        | | 4:07  |
| 9.  | Paul Revere                                  | Adam Horowitz, Darryl McDaniels, Joseph Simmons, Rubin | It's Yours de T La Rock et Jazzy Jay Rocket in the Pocket (Live) de Cerrone | 3:41  |
| 10. | Hold It Now, Hit It                          |                                                        | Take Me to the Mardi Gras de Bob James Funky Stuff de Kool & The Gang The Return of Leroy Pt. 1 du Jimmy Castor Bunch La Di Da Di de Doug E. Fresh et Slick Rick Christmas Rappin' de Kurtis Blow Drop the Bomb de Trouble Funk Let's Get Small de Trouble Funk Time to Get Ill des Beastie Boys | 3:26  |
| 11. | Brass Monkey                                 |                                                        | Bring It Here de Wild Sugar | 2:37  |
| 12. | Slow and Low                                 | McDaniels, Simmons, Rubin                              | 8th Wonder du Sugarhill Gang Flick of the Switch d'AC/DC | 3:38  |
| 13. | Time to Get Ill                              |                                                        | I'm Gonna Love You Just a Little More Baby de Barry White Down on the Corner de Creedence Clearwater Revival Custard Pie de Led Zeppelin Gucci Time de Schoolly D Mister Ed de Jay Livingston Nothing From Nothing de Billy Preston Flick of the Switch d'AC/DC Take the Money and Run du Steve Miller Band Green Acres de Vic Mizzy, Eddie Albert et Eva Gabor Rocket in the Pocket (Live) de Cerrone Funky Stuff de Kool & The Gang The Party Scene des Russell Brothers Jam on the Groove de Ralph MacDonald | 3:37  |

## Musiciens
Beastie Boys
- MCA: chant, basse
- Ad-Rock: chant, guitares
- Mike D: chant, batterie, percussions

Musiciens additionnels
- Kerry King: solo de guitare sur No Sleep till Brooklyn
- Nelson Keen Carse: trombone à coulisse sur Slow Ride
- Danny Lipman: trompette sur Slow Ride
- Tony Orbach: saxophone ténor sur Slow Ride

## Charts et certifications
| Année | Pays             | Durée du classement | Meilleur classement |
| ----- | ---------------- | ------------------- | ------------------- |
| 1987  | Allemagne        | 25 semaines         | 23e                 |
| 1987  | Canada           | 36 semaines         | 5e                  |
| 1987  | États-Unis       | 152 semaines        | 1er                 |
| 1987  | Nouvelle-Zélande | 16 semaines         | 12e                 |
| 1987  | Pays-Bas         | 35 semaines         | 15e                 |
| 1987  | Royaume-Uni      | 40 semaines         | 7e                  |
| 1987  | Suède            | 4 semaines          | 30e                 |
| 2016  | Belgique (W)     | 11 semaines         | 38e                 |
| 2017  | Belgique (V)     | 15 semaines         | 46e                 |

| Pays        | Certification | Ventes       | Date       |
| ----------- | ------------- | ------------ | ---------- |
| Canada      | 2 × Platine   | 200 000 +    | 29/02/1989 |
| États-Unis  | Diamant       | 10 000 000 + | 04/03/2015 |
| Royaume-Uni | Or            | 100 000 +    | 02/06/1987 |

### Charts singles
| Date | Single                 | Chart                 | durée du classement | Position |
| ---- | ---------------------- | --------------------- | ------------------- | -------- |
| 1986 | Hold It, Now Hit It    | Hot R&B/Hip-Hop Songs | 8 semaines          | 55e      |
| 1986 | It's the New Style     | Hot R&B/Hip-Hop Songs | 13 semaines         | 22e      |
| 1987 | Paul Revere            | Hot R&B/Hip-Hop Songs | 13 semaines         | 34e      |
| 1987 | Fight for Your Right   | Hot 100               | 18 semaines         | 7e       |
| 1987 | Fight for Your Right   | Single Top 100        | 11 semaines         | 25e      |
| 1987 | Fight for Your Right   | (V) Ultratop          | 7 semaines          | 16e      |
| 1987 | Fight for Your Right   | RPM Top Singles       | 11 semaines         | 7e       |
| 1987 | Fight for Your Right   | RMNZ Singles Top40    | 12 semaines         | 17e      |
| 1987 | Fight for Your Right   | Mega Top 50           | 15 semaines         | 10e      |
| 1987 | Fight for Your Right   | UK Singles Chart      | 13 semaines         | 11e      |
| 1987 | Brass Monkey           | Hot 100               | 10 semaines         | 48e      |
| 1987 | Brass Monkey           | Hot R&B/Hip-Hop Songs | 5 semaines          | 83e      |
| 1987 | No Sleep Till Brooklyn | Single Top 100        | 8 semaines          | 46e      |
| 1987 | No Sleep Till Brooklyn | (V) Ultratop          | 4 semaines          | 28e      |
| 1987 | No Sleep Till Brooklyn | Mega Top 50           | 14 semaines         | 23e      |
| 1987 | No Sleep Till Brooklyn | UK Singles Chart      | 7 semaines          | 14e      |
| 1987 | She's on It            | UK Singles Chart      | 8 semaines          | 10e      |
| 1987 | Girls / She's Crafty   | RMNZ Singles Top40    | 4 semaines          | 27e      |
| 1987 | Girls / She's Crafty   | UK Singles Chart      | 4 semaines          | 34e      |